# ميغيل تيخادا
ميغيل تيخادا (بالإنجليزية: Miguel Tejada)‏ هو لاعب كرة قاعدة أمريكي، ولد في 25 مايو 1974 في باني في جمهورية الدومينيكان.

## وصلات خارجية
- ميغيل تيخادا على موقع دوري كرة القاعدة الرئيسي (الإنجليزية)
- ميغيل تيخادا على موقعبيزبول رفرنس.كوم (الدوري الرئيسي) (الإنجليزية)
- ميغيل تيخادا على موقعبيزبول رفرنس.كوم (الدوري الثانوي) (الإنجليزية)
- ميغيل تيخادا على موقع إي إس بي إن.كوم (أم.أل.بي) (الإنجليزية)
- ميغيل تيخادا على موقع مشجعي الرسوم البيانية (الإنجليزية)